# جيمس سولومون
جيمس سولومون (بالإنجليزية: James Solomon)‏ هو مهندس أمريكي، ولد في 1936 في بويسي في الولايات المتحدة.